# پادشاه رومن‌ها

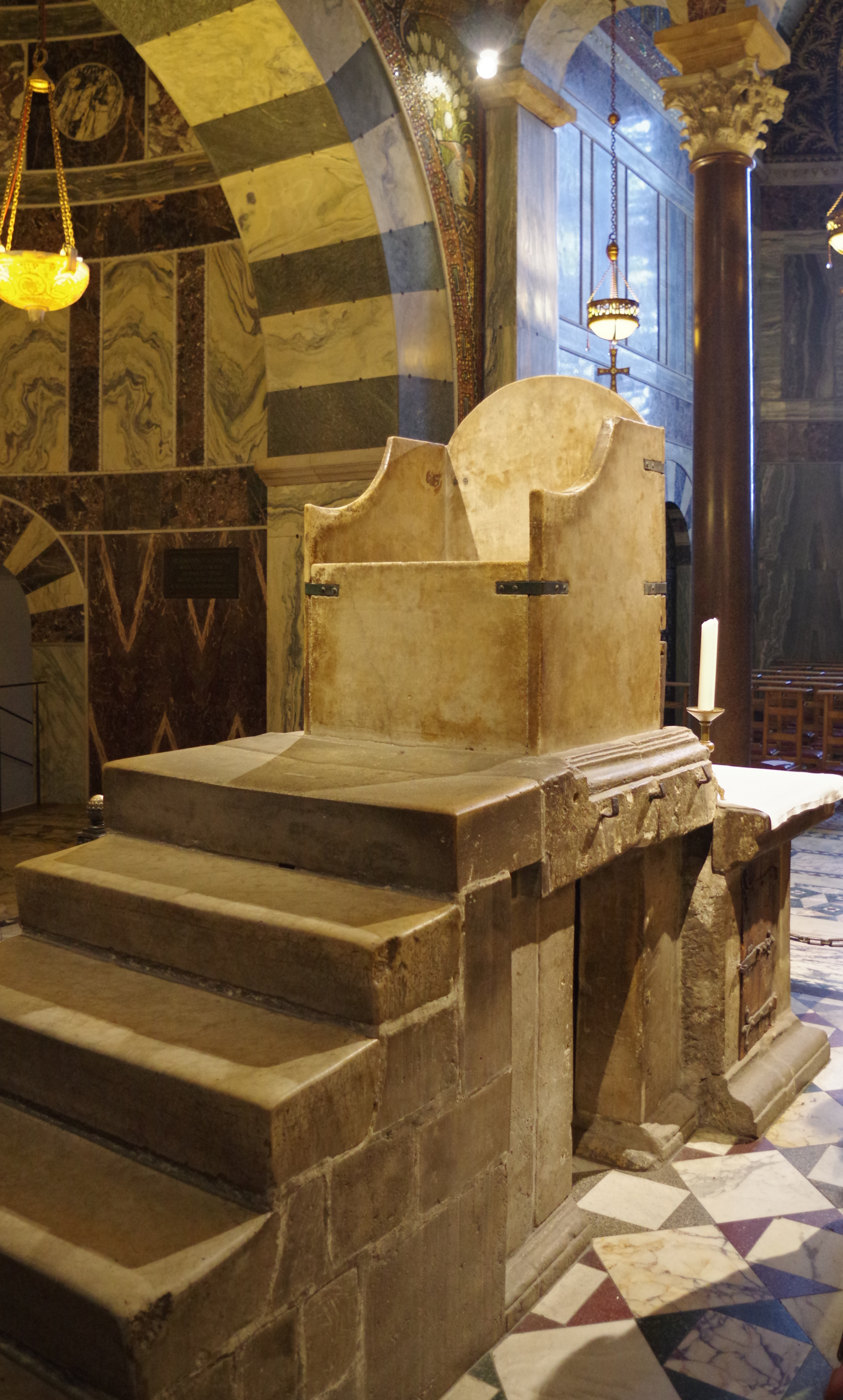
تاج و تخت پادشاهی شارلمانی در کلیسای جامع آخن

پادشاه رومن‌ها (لاتین: Romanorum Rex) عنوان مورد استفاده قرار گرفته توسط پادشاهان آلمان می‌باشد، در زمان امپراتور هاینریش دوم و از ۱۰۱۴ تا ۱۰۲۴ میلادی بسیار مطرح بود، سال‌ها بعد این عنوان توسط پادشاهان بعدی و پس از انتخابات توسط شاهزادگان مجدداً مرسوم گردید، این عنوان معمولاً پیش از عنوان امپراتور مقدس روم نوشته می‌شد که در دیدگاه‌های زمان قرون وسطی همچنین یک جنبهٔ دینی داشته و وابسته به تاجگذاری توسط پاپ بود.
عنوان در اصل به هر پادشاهی که به شکل پادشاهی انتخابی برگزیده شده بود به عنوان یک امتیاز امپریالی سلطنتی تعلق می‌گرفت حتی اگر رسماً توسط پاپ تا آن موقع به عنوان امپراتور شناخته نشده بود. پس از آن صرفاً برای یک وارث بلافصل تاج و تخت سلطنتی مورد استفاده قرار گرفت که در زمان طول عمر یا بازنشستگی یک امپراتور به جانشینش تعلق می‌گرفت